# Куда после кише
„Куда после кише“ (мкд. Каде по дождот) је југословенски филм из 1967. године. Режирао га је Владан Слијепчевић, а сценарио је писао Јован Ћирилов.

## Радња
Станислава Пешић игра романтичну младу жену жели да нема малограђански менталитет својих родитеља.
Њени родитељи су чланови друштвене елите и уживају у благодатима новца и политичких веза.
Њен вереник је раније делио њене прогресивне идеале, али се постепено удаљавао од тог уверења.
Иако покушава да не постане попут њених родитеља, она неизбежно постаје део групе од кога је дуго бежала.

## Улоге
| Глумац             | Улога   |
| ------------------ | ------- |
| Станислава Пешић   |         |
| Али Ранер          |         |
| Ладо Лесковар      |         |
| Илија Џувалековски |         |
| Петар Прличко      |         |
| Ристо Шишков       | Инжењер |
| Олга Спиридоновић  |         |